# Caecilia Paulina

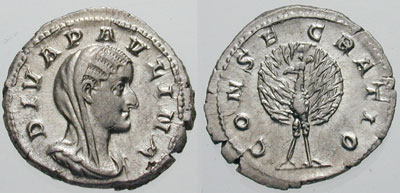
Münze zur Konsekration der Diva Paulina

Caecilia Paulina († spätestens 236) war die Gattin des römischen Kaisers Maximinus Thrax und Mutter des zum Caesar erhobenen Maximus.
Von Paulina ist fast nichts bekannt, doch stammte sie offenbar aus senatorischem Hause. Sie ist anscheinend während, wenn nicht bereits vor der Regierung des Maximinus verstorben, spätestens aber im Jahr 236, als sie als Diva Caecilia Paulina Pia Augusta konsekriert und mit Münzen geehrt wurde.
Angeblich ließ Maximinus Paulina hinrichten, weil sie beschwichtigend auf ihren „tyrannischen“ Gatten einwirken wollte. Doch dürfte dies nur ein Gerücht sein.